# Falter (tijdschrift)

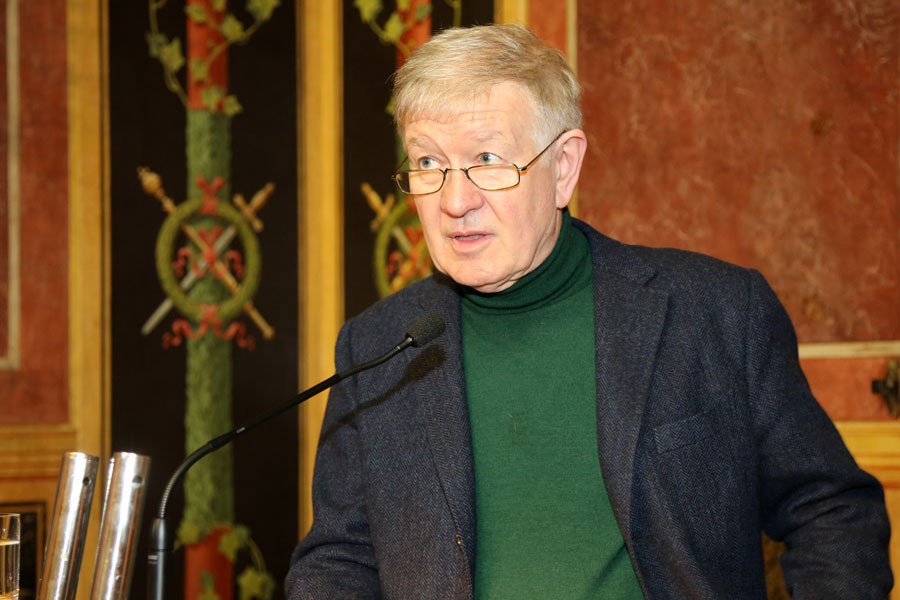
Hoofdredacteur Armin Thurnher in 2013

Falter (Nederlands: mot) is een Oostenrijks nieuwstijdschrift.
Falter verschijnt wekelijks op woensdag en wordt in Wenen uitgegeven. Walter Martin Kienreich richtte het blad in 1977 op. Het blad heeft geen politieke kleur en ontwikkelde een reputatie voor onderzoeksjournalistiek.
Zo was het betrokken bij onthulling van de Panama Papers in 2016.